# Алена Палмєва-Вест
Алена Палмєва-Вест (Alena Palmeová-West; нар. 7 січня 1945) — колишня чехословацька тенісистка.
Здобула 11 одиночних та 1 парний титул.
Найвищим досягненням на турнірах Великого шолома було 3 коло в одиночному та парному розрядах.

## Фінали за кар'єру

### Одиночний розряд (11–19)
| Результат | W–L   | Дата     | Турнір                        | Покриття  | Суперниця              | Рахунок       |
| --------- | ----- | -------- | ----------------------------- | --------- | ---------------------- | ------------- |
| Перемога  | 1–0   | Сер 1964 | Будапешт, Угорщина            | Ґрунт     | Цзу Сунь Цзень         | 4–6, 6–3, 6–1 |
| Поразка   | 1–1   | Вер 1966 | Белград, Югославія            | Ґрунт     | Анна Дмитрієва         | 2–6, 4–6      |
| Поразка   | 1–2   | Вер 1967 | Братислава, Чехословаччина    | Ґрунт     | Власта Вопічкова       | 3–6, 2–6      |
| Перемога  | 2–2   | Чер 1968 | Леверкузен, Західна Німеччина | Ґрунт     | Альмут Штурм           | 6–2, 6–2      |
| Поразка   | 2–3   | Лип 1968 | Травемюнде, Західна Німеччина | Ґрунт     | Гейл Шанфро            | 4–6, 4–6      |
| Поразка   | 2–4   | Тра 1969 | Леверкузен, Західна Німеччина | Ґрунт     | Гельга Ніссен Мастгофф | 2–6, 5–7      |
| Поразка   | 2–5   | Вер 1969 | Беер-Шева, Ізраїль            | Тверде    | Саллі Голдсворт        | 6–4, 4–6, 1–6 |
| Поразка   | 2–6   | Вер 1969 | Нетанья, Ізраїль              | Тверде    | Саллі Голдсворт        | 6–3, 1–6, 3–6 |
| Перемога  | 3–6   | Жов 1969 | Тель-Авів, Ізраїль            | Тверде    | Саллі Голдсворт        | 6–1, 6–3      |
| Поразка   | 3–7   | Кві 1970 | Шврлотт, США                  | Ґрунт     | Ненсі Річі             | 0–6, 0–6      |
| Перемога  | 4–7   | Кві 1971 | Александрія, Єгипет           | Ґрунт     | Олена Гранатурова      | 6–4, 6–4      |
| Перемога  | 5–7   | Кві 1971 | Нетанья, Ізраїль              | Тверде    | Андре Мартін           | 6–3, 6–4      |
| Перемога  | 6–7   | Бер 1972 | Александрія, Єгипет           | Ґрунт     | Наталі Фук             | 6–1, 6–2      |
| Поразка   | 6–8   | Кві 1972 | Монтана, Швейцарія            | Ґрунт     | Леслі Гант             | 1–6, 0–6      |
| Поразка   | 6–9   | Кві 1972 | Мадрид, Іспанія               | Ґрунт     | Лінда Туеро            | 3–6, 1–6      |
| Перемога  | 7–9   | Тра 1972 | Тарраса, Іспанія              | Ґрунт     | Мерілін Прайд          | 6–3, 6–4      |
| Поразка   | 7–10  | Тра 1972 | Штутгарт, Західна Німеччина   | Ґрунт     | Лінда Туеро            | 1–6, 4–6      |
| Поразка   | 7–11  | Лип 1972 | Фульда, Західна Німеччина     | Ґрунт     | Гайде Орт              | 0–6, 0–6      |
| Перемога  | 8–11  | Сер 1972 | Градо, Італія                 | Ґрунт     | Мішель Родрігес        | 6–3, 6–3      |
| Поразка   | 8–12  | Жов 1972 | Гонконг                       | Килим (i) | Савамацу Кадзуко       | 2–6, 3–6      |
| Поразка   | 8–13  | Лис 1972 | Токіо, Японія                 | Килим (i) | Савамацу Кадзуко       | 3–6, 0–6      |
| Перемога  | 9–13  | Лип 1973 | Давос, Швейцарія              | Ґрунт     | Даньєль Бутельо        | 3–6, 7–6, 6–1 |
| Поразка   | 9–14  | Сер 1973 | Женева, Швейцарія             | Ґрунт     | Лючія Бассі            | 3–6, 1–6      |
| Поразка   | 9–15  | Сер 1973 | Бруммана, Ліван               | Ґрунт     | Ракель Хіскафре        | 4–6, 7–9      |
| Поразка   | 9–16  | Тра 1974 | Штутгарт, Західна Німеччина   | Ґрунт     | Вірджинія Рузіч        | 6–3, 4–6, 5–7 |
| Перемога  | 10–16 | Лип 1974 | Монтана, Швейцарія            | Ґрунт     | Лючія Бассі            | 7–6, 6–4      |
| Поразка   | 10–17 | Сер 1974 | Стамбул, Туреччина            | Ґрунт     | Ракель Хіскафре        | 1–6, 3–6      |
| Поразка   | 10–18 | Лип 1975 | Травемюнде, Західна Німеччина | Ґрунт     | Гельга Ніссен Мастгофф | 4–6, 4–6      |
| Поразка   | 10–19 | Лип 1975 | Монтана, Швейцарія            | Ґрунт     | Лінкі Бошофф           | 6–7, 2–6      |
| Перемога  | 11–19 | Сер 1975 | Женева, Швейцарія             | Ґрунт     | Маріанне Кідлер        | 6–3, 6–2      |

### Парний розряд (2–3)
| Результат | W–L | Дата     | Турнір                  | Покриття  | Партнеркака    | Суперниці                       | Рахунок         |
| --------- | --- | -------- | ----------------------- | --------- | -------------- | ------------------------------- | --------------- |
| Перемога  | 1–0 | Лип 1964 | Острава, Чехословаччина | Ґрунт     | Ольга Лендлова | Власта Вопічкова Їтка Волавкова | 6–2, 8–6        |
| Поразка   | 1–1 | Сер 1965 | Кіцбюель, Австрія       | Ґрунт     | Їтка Волавкова | Аннетт ван Зіль Гейл Шанфро     | 1–6, 0–6        |
| Поразка   | 1–2 | Лип 1966 | Острава, Чехословаччина | Ґрунт     | Ольга Лендлова | Власта Кодешова Їтка Волавкова  | 6–1, 3–6, 10–12 |
| Поразка   | 1–3 | Жов 1972 | Гонконг                 | Килим (i) | Френсіс Тейлор | Гото Хідеко Савамацу Кадзуко    | 2–6, 3–6        |
| Перемога  | 2–3 | Лип 1974 | Монтана, Швейцарія      | Ґрунт     | Лючія Бассі    | Джуді Коннор Лінн Купер         | 7–6, 6–4        |